# Frieda Nugel
Frieda Nugel (Cottbus, Brandenburg, Alemania, 18 de junio de 1884 - Bad Godesberg, Bonn, Alemania, 6 de noviembre de 1966) fue una matemática alemana, y una de las primeras mujeres en obtener un doctorado en matemáticas en dicho país. Lo consiguió en 1912, en Halle-Wittenberg. Hasta la época, solo había sido precedida en este logro por Marie Gerrnet (1895, Heidelberg), Annie Reineck (1907, Berna) y Emmy Noether (1908, Erlangen).
Su supervisor en el doctorado fue August Gutzmer, un prestigioso matemático alemán experto en las ecuaciones diferenciales, elegido presidente de la Academia Alemana de Científicos, Leopoldina, en 1921, y de la Comisión para la Instrucción de Matemáticas y Ciencías desde 1904 a 1907, además de ser presidente del Comité Alemán de Instrucción de Matemáticas y Ciencias desde 1908 a 1913. Bajo su supervisión, también obtuvieron el doctorado Charlotte Platen (1920) y Margarete Freund (1922).

## Biografía
Frieda Nugel nació el 18 de junio de 1884 en Cottbus, Brandenburgo (Alemania), y se convirtió en la cuarta de un total de seis hijos de la pareja del organista Friedrich Arthur Nugel y Marie B. Bombe. Fue bautizada por la iglesia evangélica luterana, y sus primeras lecciones de educación las recibió en su casa, para posteriormente ingresar en la escuela secundaria de niñas en Cottbus, a la que asistió desde 1901 hasta 1906.

### Estudios
En ese mismo año, fue a Berlín para realizar los exámenes de acceso a la docencia, quería ser profresora. Comenzó en la primavera de 1906 su labor como profesora, que se prolongó durante 18 meses, en la casa señorial de la familia Werdeck, cerca de Cottbus. Al mismo tiempo que ejercía como profesora, tomaba clases privadas de matemáticas con Rudolf Tiemann para poder acceder a los exámenes de último nivel, los cuales pudo pasar el 16 de septiembre de 1907 en la escuela secundaria de Luisenstädtischen, Berlín.
Después de pasar tres cursos de estudio en Berlín, Nugel se desplazó a la Universidad de Munich, donde pasaría un curso recibiendo clases por parte de Ferdinand Lindemann y Aurel Voss. Más tarde, en el otoño de 1909, comenzó su tesis doctoral en Halle. Su supervisor de la investigación fue August Gutzmer, pero también se aprovechó considerablemente de las enseñanzas de Georg Cantor, Albert Wangerin, Friedich Ernst Dorn y Karl Schmidt, entre otros.
Presentó su tesis "Die Schraubenlinien. Eine monographische Darstellung" en la Universidad Martín Lutero de Halle-Wittenberg de Halle-Wittenberg, en 1912, y realizó los exámenes orales en matemáticas, física y filosofía los días 27 y 28 de febrero. Obtuvo la graduación con distinción, el 9 de julio de 1912. Al recibir el doctorado en matemáticas, Frieda se convirtió en una de las primeras mujeres alemanas en recibir un título de tal importancia. Antes de ella, solo Marie Gernet (1985), Annie Reineck (1907) y Emmy Noether (1908) lo habían conseguido. Además, más adelante superaría las pruebas para poder ejercer de docente en matemáticas, física y alemán.

### Vida docente
Inmediatamente después de pasar los exámenes para ejercer la docencia, fue contratada como profesora en la escuela Augusta, en Cottbus. Época en la cual, se había comprometido con Louis Hahn, que había sido estudiante investigador de doctorado en historia, en Halle, al mismo tiempo que Frieda. Se casaron el 4 de abril de 1914 y ella abandonó su puesto de enseñanza en Cottbus, ya que, la pareja de desplazó a Altena, Westfalia, donde Louis Hahn tenía un trabajo como editor. Tuvieron a su primera hija, Ingeborg, el 1 de marzo de 1915, y al final de ese año se trasladaron de Altena a Emden. Emden era el hogar de Louis, y allí le otorgaron un puesto de editor en el periódico perteneciente a su familia.

### Guerras Mundiales
La Primera Guerra Mundial se inició en agosto de 1914 y Frieda tuvo que realizar una contribución al esfuerzo de la guerra a pesar de tener una familia joven. Desde la primavera de 1916 realizó trabajo de guerra en la escuela "Kaiser-Friedrich-Oberrealschule", realizando un paréntesis en dicha labor desde diciembre de 1916 hasta la primavera de 1917 debido al nacimiento de su segundo hijo, Helmut. Reanudó su trabajo poco después de dicho nacimiento, que tuvo lugar el 2 de marzo de 1917, y continuó en el mismo hasta finales de 1918. Tuvo dos hijos más: Gerold, naciedo el 17 de octubre de 1920 y Waltraut, naciendo el 11 de septiembre de 1922. Con esta joven y recién extendida familia, Frieda no podía plantearse tomar un empleo, pero fue capaz de dar clases particulares en su casa, de matemáticas, física y alemán desde 1918 hasta 1928. Además de sus tareas educativas en el hogar y las clases privadas que ofrecía, también ayudaba a su marido en su trabajo periodístico e histórico durante los años de la República de Weimar.
Llegó la década de 1920, años muy terroríficos para Alemania, con muchos disturbios policiales, ocupaciones militares por parte de Francia y Bélgica en el valle de Ruhr, lo cual desató el comienzo de una hiperinflación y del colapso de muchos negocios. Uno de ellos fue el periódico en el que Louis era mánager y editor. Sin trabajo, Louis tenía que trabajar en casa, realizando la mayor parte de las veces trabajo no remunerado, por lo que, Frieda tuvo que tomar las riendas de la familia y volver a la enseñanza. Tuvo que realizar y superar otra vez los exámenes de acceso al profesarodo para poder volver a la enseñanza.
Ya en la Segunda Guerra Mundial, las condiciones en Emden se hicieron incompatibles con la vida normal, sobre todo desde que dicha localidad se convirtió en el puerto marítimo de Westfalia. Los ataques británicos y americanos mediante bombas se incrementaron y se tomó la decisión de trasladar el colegio de Emden a Bad Wildungen, por lo que Frieda tuvo que desplazarse a dicha localidad y, con mucha tristeza, dejar a su marido en Emden, sabiendo que esta iba a ser atacada continuamente. Más adelante, su preocupación crecería al conocer que sus dos hijos estaban en peligro en sus respectivas contiendas durante la guerra, Helmut como capitán en Rusia y Gerold como teniente en Lorraine. En 1944 ella recibe las palabras que estaba temiendo: sus hijos se daban por desaparecidos, presumiblemente muertos. La confirmación no se produjo hasta 1961. Su marido, que había sobrevivido a la guerra, murió en 1952 tras una larga enfermedad, la cual hizo que Frieda dejara la enseñanza para cuidar de él en 1945.

### Tras la muerte de su marido
Tras la muerte de su marido, Frieda Nugel continuó viviendo en Emden, pero con su hija Ingeborg. Su hija más joven, Waltraut, se había casado y estaba viviendo en Bonn. En 1955 se traslada a Bad Godesberg para ayudar a Waltraut y cuidar de sus tres nietos.
En 1962 recibiría una gran noticia, porque 50 años después de obtener su doctorado, su tesis fue considerada "matemáticamente e históricamente particularmente valiosa" y fue galardonada por la universidad Martin-Luther de Halle-Wittenberg, recibiendo también honores desde Bonn y Cottbus.

### Derechos de las mujeres
Frieda fue activista por los derechos de las mujeres. Escribió un artículo para un periódico en 1921 sobre el acceso de la mujer a los trabajos de la vida pública. Además, escribió otros artículos en favor de la mejora de los derechos de las mujeres, la mejora en su educación, y argumentando desde sus propias experiencias escribió cómo el sistema educacional debía ser mejorado. Estos artículos son los siguientes: "Die deutsche Hausfrau und der Krieg" (El ama de casa alemana y la guerra) en 1916, "Frauenbewegung und Kinderemanzipation" (1919), "Die Frau in der Gemeindeverwaltung" (Movimiento de mujeres y emancipación infantil) en 1921, y "Staat und Stadt Hamburg: Die dreijährige Grundschule vom Standpunkt der Mutter" (Estado y ciudad de Hamburgo: la escuela primaria de tres años desde el punto de vista de la madre) en 1925.

## Premios y reconocimientos
En 1962, le concedieron el galardón "Doctorado dorado" por su tesis realizada décadas atrás. Su antiguo subalterno, Hanno Beck, solicitó sin su conocimiento el "Diploma dorado del doctor" a sus amigos de la Universidad de Halle. El Dr. Joseph Ehrenfried Hofmann, en Tübingen, habíua hecho una evaluación, tras la cual, declaró el 23 de enero de 1962 la tesis doctoral de Frieda Nugel como "matemáticamente y históricamente muy valiosa". El Dr. Rudolph Zaunick y el Dr. Herbert Scurla, conocido investigador de la RDA, solicitaron el premio a Frieda Nugel en la Facultad de Matemáticas y Ciencias Naturas en Halle.

## Publicaciones
Entre las publicaciones realizadas por Frieda Nugel durante su carrera profesional, destacan las siguientes:
- Las hélices. Una ilustración monográfica. Disertación inaugural en la Universidade de Halle-Wittenberg en 1912.

- El ama de casa alemana y la guerra. Creado entre 1916 y 1917, se trata de un manustrito, con cita del Dr. Gertur Bäumer, líder del movimiento de mujeres alemán y ministro hasta 1933, y que fue destinado a un periódico de Emden. En él manuscrito, se trata la problemática de las mujeres de casa alemanas, que tienen que permanecer en la estufa durante los tiempos difíciles de guerra y aun así esforzarse por realizarse.
- Movimiento de mujeres y emancipación infantil  Manuscrito mecanografiado en respuesta a una contribución del Dr. Kurt Ollendorf, opositor de los derechos de las mujeres, recogida en el artículo "De la emancipación de la mujer a la emancipación del niño" en el "Diario mensual de la Confederación Alemana contra la Emancipación de la Mujer". En las cuatro páginas del manuscrito, Frieda Nugel defiende el movimiento de las mujeres burguesas, y revela los métodos de sus oponentes y el propósito de su difamación. Reconoce también que, el movimiento de las mujeres debe protegerse contra aspiraciones tensas, como la llamada "emancipación juvenil" para no ser agrupada por los patrocinadores de esta.
- La mujer en el gobierno local  En este artículo del periódico "Deutsche Allgemeine Zeitung", publicado el 24 de septiembre de 1921, Frieda pide a las hasta ahora "mujeres menores de edad" que vayan a las urnas para votar a los representantes del pueblo, que también pueden aprobar leyes. Insta a las mujeres a que voten para hacer cumplir estas órdenes. Declaraba que, echando un vistazo a las diputaciones escolares emergentes, no era la afilicación partidaria, sino la idoneidad, la que desempeñaba un rol. Por tanto, exigía: "No marques ceros, sino mujeres que tengan comprensión e interés en trabajar en la vida pública.
- La escuela superior de niñas  Manuscrito para un ensayo en un periódico diario. Escrito después de 1924, Frieda se expresó de la manera que ella entendía como "maestra" y trata el tema de la  creación de la Escuela Superior para Niñas, el "Oberlyzeum", una orden que fue aprobada por los ministerios y que debía hacerse cumplir.
- Estado y ciudad de Hamburgo: la escuela primaria de tres años desde el punto de vista de la madre  Segundo suplmento para el diario "Hamburger Nachrichten", publicado el 18 de abril de 1925.